# سياسة تجارية

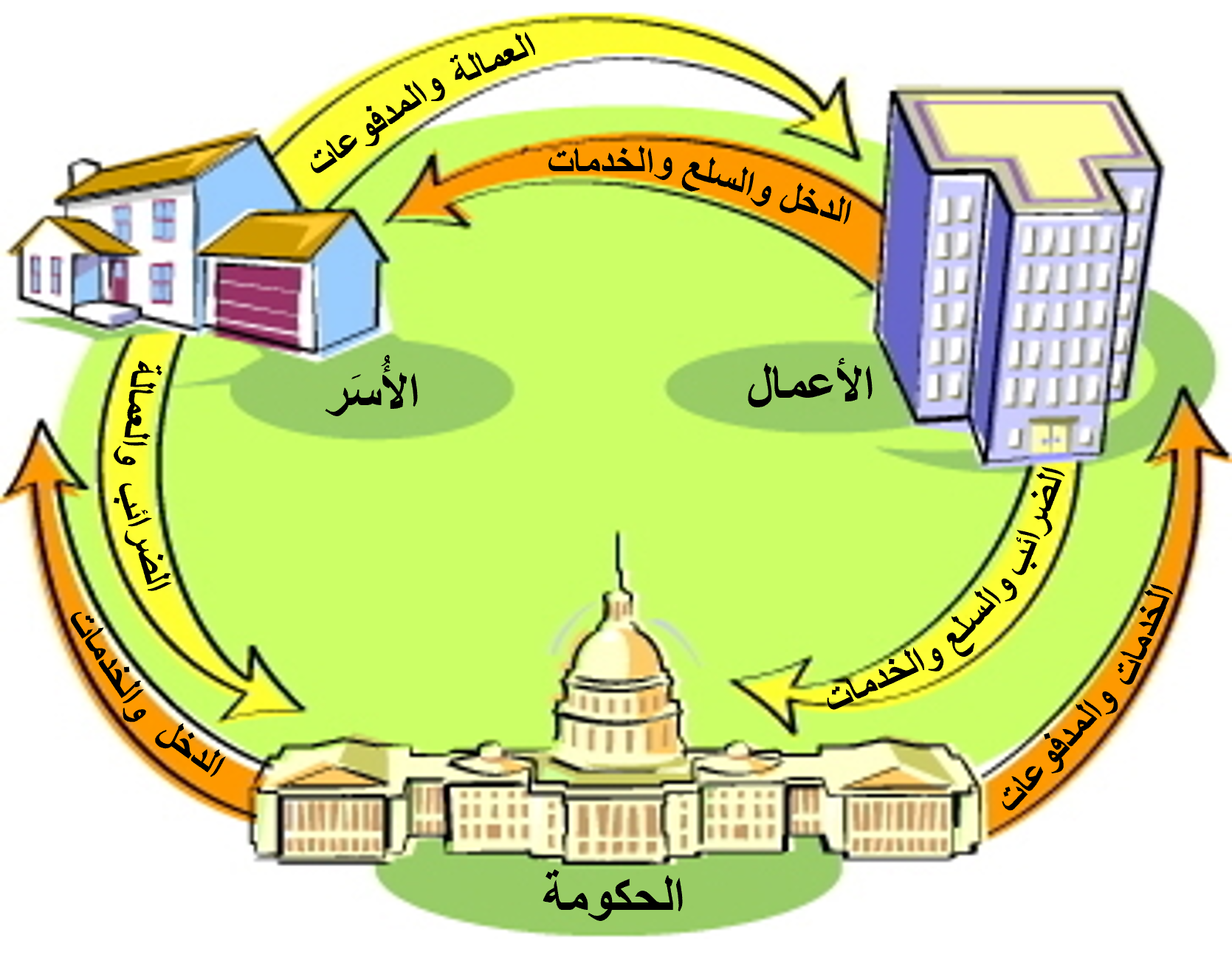
مخطط رسومي للتدفق الداري للمبادئ في الاقتصاد

السياسة التجارية تعني مجموعة الأساليب والأدوات التي تتخذها الدولة للحد من الواردات أو لتشجيع الصادرات.
وينحصر الاهتمام بالسياسة التجارية في موضوع الحماية والحاجة إليها، أي أن الدولة تتدخل وتطبق أدوات السياسة التجارية لغرض حماية الاقتصاد المحلي.

## أدوات السياسة التجارية
وتنقسم عادة إلى الأدوات التالية:
- نظام التعريفة الجمركية Tarifs.

وتسمى احيانا ضريبة الواردات، وهي عبارة عن أداة من أدوات السياسة التجارية للدولة لتحقيق أهداف 
اقتصادية معينة. وتأتي التعريفة الجمركية في صورتين، إما مبلغ محدد لكل وحدة مستوردة، أو نسبة معينة من سعر السلعة المستوردة. وتفرض التعرفة اساسأ لحماية الاقتصاد الوطني عن طريق رفع سعر السلعة المستوردة، وتسمى في هذه الحالة تعريفة حمائية. ولكن التعريفة الجمركية تكون احيانا مخصصة اساسا لجلب إيرادات جمركية للدولة وتسمى في هذه الحالة تعريفة إيرادية.
- نظام الحصص Quotas.

وهو عبارة عن وضع حد أعلى لكمية المستوردات لكل فترة زمنية، مثل تحديد عدد السيارات الممكن استيرادها كل سنة. ولنظام الحصص نفس أثار التعريفة تقريبا إذ يؤدي إلى رفع سعر السلعة المستوردة، ولكنه لن يؤدي إلى نفس حصيلة الإيرادات للدولة.
- نظام الإعانات Subsidies.

وهو أن تعطي الدولة إعانات للمنتج المحلي لكي ينتج سلعا تحل محل المستوردات، أو لكي يطور ويحسن إنتاجه ويقوم بالتصدير.
وبالتالي فالإعانات نوعين، إعانات واردات وهي تعطي للمنتج المحلي لكي ينتج سلعا لإحلال المستوردات أي لتقليل الاعتماد على المستورد وزيادة الاعتماد على المنتج المحلي. وإعانات صادرات وهي تعطي لمنتجات سلع التصدير لتوسيع حجم الصادرات. والغرض من النوع الأول هو زيادة المعروض من السلع المنتجة محلياً بينما الغرض من النوع الثاني هو زيادة عرض السلع المصدرة إلى السوق الدولي.

## تبريرات الحماية Protection Arguments
هنالك العديد من التبريرات التي ظهرت لتفسير توجه كثير من الدول . وبخاصة الدول النامية، إلى الحماية وتقييد التجارة.
ومن هذه التبريرات:
- تحسين معدل التبادل التبادل التجاري: إن فرض قيود جمركية سيؤدي إلى رفع أسعار المستوردات مما يؤدي بدوره إلى قلة الطلب عليها محليا، وبالتالي ينخفض سعرها في السوق الدولي مما سيكون له اثار إيجابية على معدل التبادل التجاري.
- حماية الصناعة الوليدة: وهي تبرير قديم جدأ ومهم للدولة النامية. وفكرة هذا التبرير هي أن الصناعات في أولى مراحل تكوينها تكون مرتفعة التكاليف، وإلى أن تصل النشأة الصناعية إلى حجمها الأمثل وتتمتع بوفورات حجم فإنها تكون في حاجة إلى حماية من المنافس الأجنبي، لذلك يجب فرض قروض جمركية (اغلاقية أو حمائية) لفترة معينة تستطيع من خلالها الصناعة الوليدة النمو واكتساب القدرة على منافسة السلع المستوردة.[1]